# Trowbridge
Trowbridge è una città di 28 163 abitanti, capoluogo della contea del Wiltshire, in Inghilterra.

## Amministrazione

### Gemellaggi
- Leer, dal 1989
- Charenton-le-Pont, dal 1996
- Elbląg, dal 2000
- Oujda, dal 2006